# StarTalk (série de televisão)
StarTalk é um talk show dos Estados Unidos apresentado pelo Neil deGrasse Tyson que vai ao ar semanalmente no National Geographic. StarTalk é um spin-off do podcast homônimo, onde Tyson discute vários tópicos científicos através de entrevistas e debates. O site Space.com o chamou de "primeiro talk show de temática científica." A série estreou em 20 de Abril de 2015.
Em 29 de Julho de 2015 foi anunciado que o StarTalk seria renovado para uma segunda temporada, iniciando em 25 de Outubro, contando com ex-presidente dos Estados Unidos Bill Clinton como o primeiro convidado.
Desde 9 de agosto de 2015, versões em áudio de todos os 10 episódios da primeira temporada foram ao ar como episódios do podcast.

## Formato
O formato do show segue aproximadamente o mesmo do podcast. Ele consiste em uma entrevista gravada anteriormente entre Tyson e o convidado da semana, que é apresentada em segmentos intercalados com Tyson no palco frente ao auditório ao vivo. Estes segmentos de auditório consistem em um debate entre Tyson, um especialista relacionado à área de atuação do convidado e um comediante (geralmente Chuck Nice ou Eugene Mirman). Próximo do fim de cada episódio, uma breve gravação de Bill Nye é exibida, onde ele comenta o tópico do debate. 